# 太閤山天然温泉 太閤の湯
太閤山天然温泉 太閤の湯（たいこうやまてんねんおんせん たいこうのゆ）は、富山県射水市黒河にある温泉施設である。潤観光開発により運営されている。
本項では、前身にあたる太閤山温泉（たいこうやまおんせん）についても記述する。

## 概要
2006年10月、桜町商事（現・潤観光開発）が、同年9月4日から施設の老朽化などを理由に休業していた太閤山温泉を取得し、2007年12月までに日帰り温泉施設を整備することを発表した。その後景気低迷に伴いタイミングを見極めていたが、2010年5月17日に地鎮祭を挙行し、2011年12月16日竣工、同年12月17日に完成記念式典、同年12月22日にオープンした。総事業費は約7億円。
温泉は地下1,200mの深さから汲み上げられているナトリウム塩化物強塩泉で、泉温は40.0℃、揚水量は動力揚水にて毎分114.0リットル、pHは7.6、溶存物質は15,760mg/kgである。一切加水していない黄色い湯が特徴である。
施設は13,200m2の敷地に鉄筋コンクリート2階建て延床面積3,200m2の建物が建てられている。風呂は内風呂3、野天風呂4とサウナを設置。男湯と女湯は景色の異なる『秀吉の湯』と『ねねの湯』を日替わりで入れ替えている。2階に食事処とリラクゼーション、アカスリ、1階に理髪、アロマエステの各コーナーと多目的コーナーを設けた。
2021年12月6日には、付属施設である宿泊施設『ホテル太閤の湯』が開業した。ホテル利用者は太閤の湯の入館料が無料となる。

## 太閤山温泉
同地は1585年（天正13年）8月、豊臣秀吉が富山城の佐々成政を攻めるために陣地を張った際、陣中の下の梅林の片隅に沸いていた清水を使用したことで将兵の士気が上がり勝利を得たことで、のちに霊泉として珍重されたという逸話がある。
1926年、上水道用の水源を掘削中に赤色の水が自噴した（掘削に当たった業者は契約を履行出来ず、資金に困り、北海道へ夜逃げした）。その源泉の権利を別の業者が譲り受け、1955年に開業し、1958年に温泉旅館が開業した。1968年に鉄筋コンクリート3階建ての新館『寿楽』を建築したのを機に国際観光旅館の会員指定の申請を行っていたところ、同施設が全基準に達したため、1969年9月、射水郡（当時）では初めて国際観光旅館に指定された。
2004年時点では鉄筋3階建て、客室数25室、300畳の大宴会場などがあり、350m2の岩風呂が特徴的であった。太閤山ニュータウン造成により人口が増えるまでは、混浴も可能であった。
なお、太閤山温泉時代は単純炭酸鉄泉で、泉温は25℃であった。
前述の通り、施設の老朽化などを理由に2006年9月4日に休業した。

## アクセス
小杉駅北口から徒歩約18分。駐車場200台分完備。